# Joanna Pokojska
Joanna Pokojska (ur. 29 czerwca 1977 w Szczecinie) – polska aktorka teatralna i filmowa.

## Życiorys
W 2001 roku ukończyła studia na Wydziale Aktorskim PWSFTviT w Łodzi. Do 2008 była aktorką teatru Ateneum w Warszawie.

## Praca w teatrze
Wybrane spektakle teatralne z udziałem Joanny Pokojskiej:
- Vincent i Urszula
- W dowód
- Na granicy
- W rodzinnym sosie, Teatr Scena Prezentacje w Warszawie
- Ryzykowna zabawa
- Demony
- Madame de Sade
- Pokojówki
- Zbrodnia i kara
- Bostońskie małżeństwo, Teatr Scena Prezentacje w Warszawie
- Kobiety w sytuacjach krytycznych, Teatr Polonia
- Martwa Królewna, Teatr Scena Prezentacje w Warszawie
- Rewizor, Teatr Studio

## Seriale i filmy
- 2022: Głupcy jako Sanitariuszka
- 2016: Druga szansa jako kelnerka (odc.3)
- 2016: Ranczo jako dziennikarka (odc.121)
- 2016: Przyjaciółki jako kandydatka (odc.80)
- 2015: Skazane jako pracownica agencji (odc.2)
- 2014: Lekarze jako pacjentka Katarzyna (odc. 62)
- 2014: To nie koniec świata jako pracownica klubu (odc. 16)
- 2013: Barwy szczęścia jako Julita Gontek, nauczycielka biologii
- 2012: Prawo Agaty jako sąsiadka Jezierskich (odc. 25)
- 2012: Przyjaciółki jako nauczycielka Julki (odc. 6)
- 2011: Barwy szczęścia jako Julita Gontek, nauczycielka biologii
- 2010: Różyczka
- 2010: Plebania jako Sylwia
- 2010: Usta usta jako koleżanka z pracy Piotrka
- 2009: Moja krew jako Monika
- 2009: Tylko miłość jako pielęgniarka (odc. 61)
- 2009: Klan jako nauczycielka plastyki
- 2008: Rozmowy nocą (sceny usunięte)
- 2007: Ryś jako dziennikarka Klepka
- 2007: Dwie strony medalu jako Alicja
- 2006: Na Wspólnej jako Elka
- 2005: Parę osób, mały czas jako studentka
- 2004: Kryminalni jako Malina
- 2003–2004: Na dobre i na złe jako Ola Szajner.
- 2003: Samo życie jako Kamila
- 2003: Męskie-żeńskie jako Gabrysia